# Йенбах, Ида
Ида Йе́нбах (нем. Ida Jenbach, 4 июня 1868, Мишкольц, Боршод-Абауй-Земплен — не ранее 1941 и не позднее 1943, Минское гетто) — австро-венгерская актриса, сценарист и журналист, сестра Белы Йенбаха.

## Биография
Родилась в Австро-Венгрии, в еврейской семье. Посещала консерваторию при Венской филармонии, где обучалась на актрису. В 1888 вышла на сцену в Мангейме, затем выступала в Кронштадте, Мюнхене, Зальцбурге и Вене. Также работала журналистом в качестве иностранного корреспондента. С 1919 пишет сценарии для немецких кинокомпаний. После прихода национал-социалистов к власти в 1933 вернулась в столицу Австрии. В конце ноября 1941 её депортировали в Минское гетто, где она погибла, предположительно два года спустя.